# Ubuntu SDK
Ubuntu SDK — комплект розробника, до складу якого включені бібліотеки та інструменти, що дозволяють створювати нові і портувати для Ubuntu існуючі користувацькі застосунки, з урахуванням забезпечення підтримки технологій Ubuntu і засобів інтеграції з оточенням користувача дистрибутиву.  Головним завданням SDK є визначення стандартного набору програмних інтерфейсів і бібліотек, які можуть бути використані розробниками застосунків в різних випусках Ubuntu, включаючи редакції для десктопів, мобільних пристроїв і TV. 
До складу SDK, крім засобів для розробки застосунків з використанням Qt/QML, включені компоненти для розробки універсальних застосунків на базі технологій HTML5, засновані на фреймворку Apache Cordova.  Іншою цікавою особливістю SDK є підтримка формату пакунків Click, які можуть бути встановлені користувачем в один клік без маніпуляцій з підключенням репозиторіїв. 
Для розробників графічних застосунків на QML представлений набір примітивів Responsive Layouts, що дозволяють на льоту динамічно підстроювати інтерфейс програми до поточної екранної роздільності і застосовуваних методів вводу, що дає можливість забезпечити коректну роботу програми як на пристроях з невеликими сенсорними екранами, так і на настільних системах з великими моніторами.  Також в SDK поставляються інструменти для забезпечення інтеграції зі специфічними для Ubuntu елементами інфраструктури (Launchpad, Bazaar, PPA, Software Center) і такими системними компонентами як стільниця Unity, система ізоляції AppArmor і хмарний сервіс Ubuntu One (для синхронізації документів і даних між застосунками пропонується використовувати API U1DB).